# Марено-ді-П'яве
Марено-ді-П'яве (італ. Mareno di Piave, вен. Mareno de Piave) — муніципалітет в Італії, у регіоні Венето, провінція Тревізо.
Марено-ді-П'яве розташоване на відстані близько 440 км на північ від Рима, 45 км на північ від Венеції, 21 км на північ від Тревізо.
Населення — 9637 осіб (2014).
Щорічний фестиваль відбувається 29 червня. Покровитель — Santi Pietro e Paolo.

## Демографія
Населення за роками:

Станом на 1 січня 2023 року в муніципалітеті офіційно проживали 653 іноземці з 47 країн, серед них 107 громадян країн Євросоюзу та 28 громадян України.

## Уродженці
- Альдо Бет (*1949) — італійський футболіст, захисник, згодом — футбольний тренер.

- Гауденціо Колла (*1959) — італійський футболіст, півзахисник.

## Сусідні муніципалітети
- Чимадольмо
- Кодоньє
- Конельяно
- Сан-Вендем'яно
- Санта-Лучія-ді-П'яве
- Спрезіано
- Ваццола

## Відомі особистості
В поселенні народився:
- Антоніо Канчіан (* 1951) — італійський підприємець і політик.